# JWH-250
JWH-250 (1-пентил-3-(2-метоксифенилацетил)-индол) — синтетическое болеутоляющее вещество из семейства фенилацетилиндолов; является агонистом обоих типов каннабиноидных рецепторов: CB1 и CB2. В отличие от многих ранее синтезированных соединений ряда JWH, у этого вещества нет нафталинового кольца; занимающая это положение 2'-метоксифенилацетильная группа делает JWH-250 представителем нового класса лигандов-каннабиноидов.
Другие соединения с группами в 2'-положении (такие как метил-, хлор- и бром-замещённые аналоги) также активны и являются несколько более мощными.
Запрещён в нескольких странах; в России входит в Список I — препараты, оборот которых запрещён.